# Quesnelia arvensis
Quesnelia arvensis là một loài thực vật có hoa trong họ Bromeliaceae. Loài này được (Vell.) Mez miêu tả khoa học đầu tiên năm 1892.

## Hình ảnh

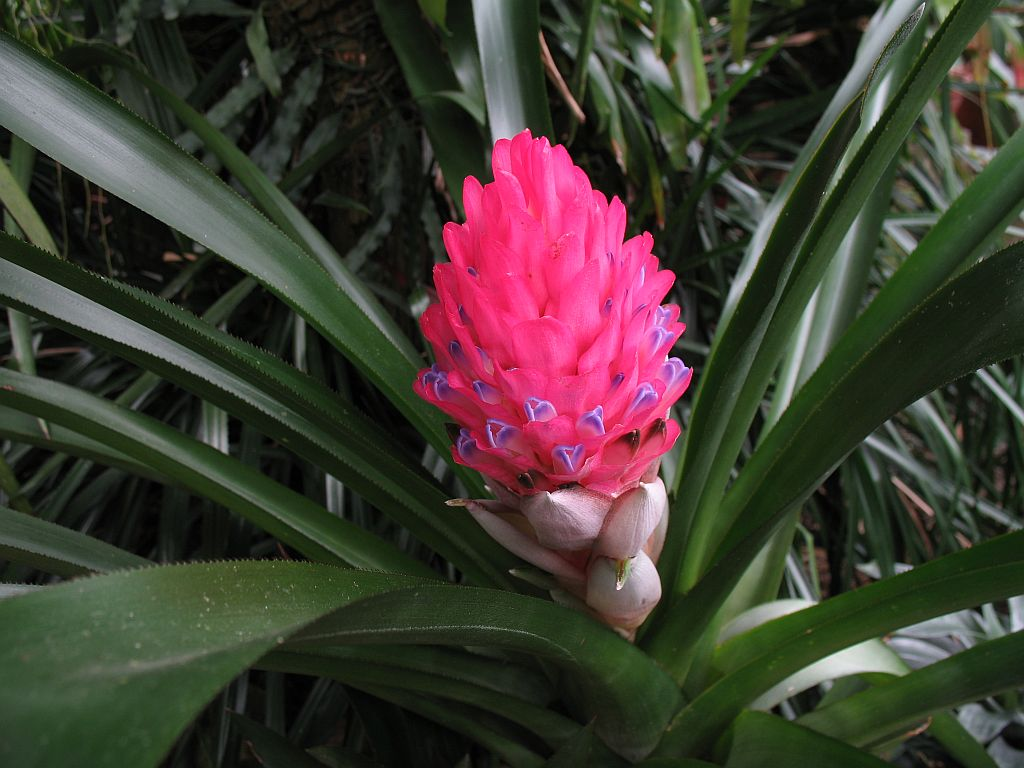
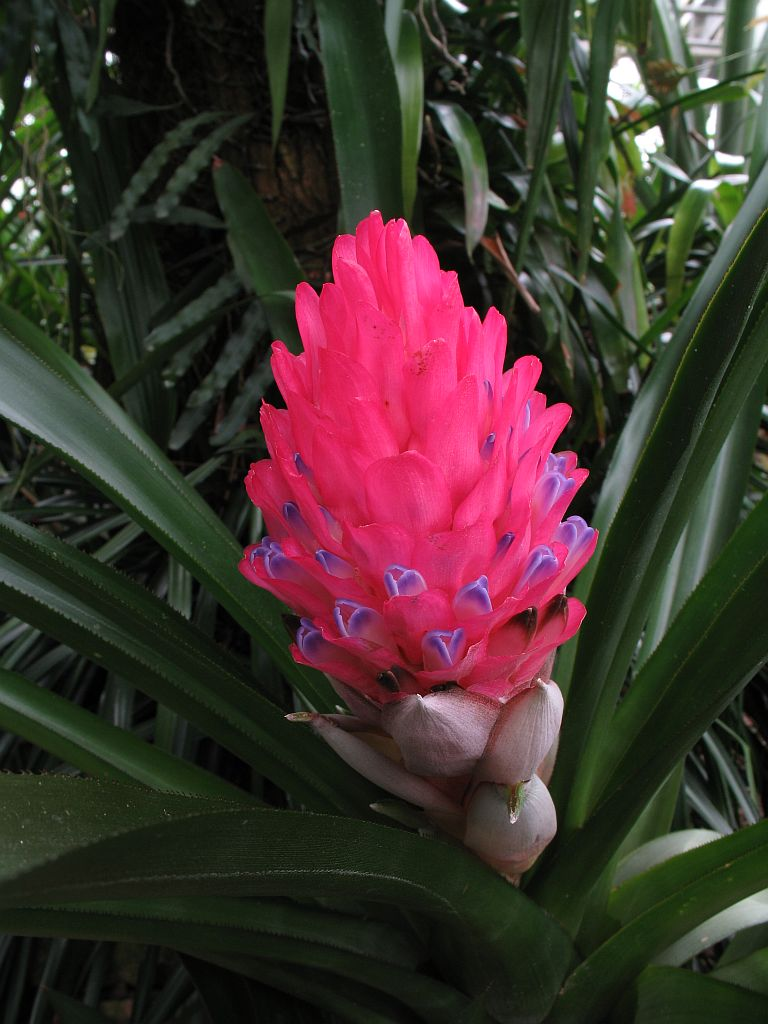
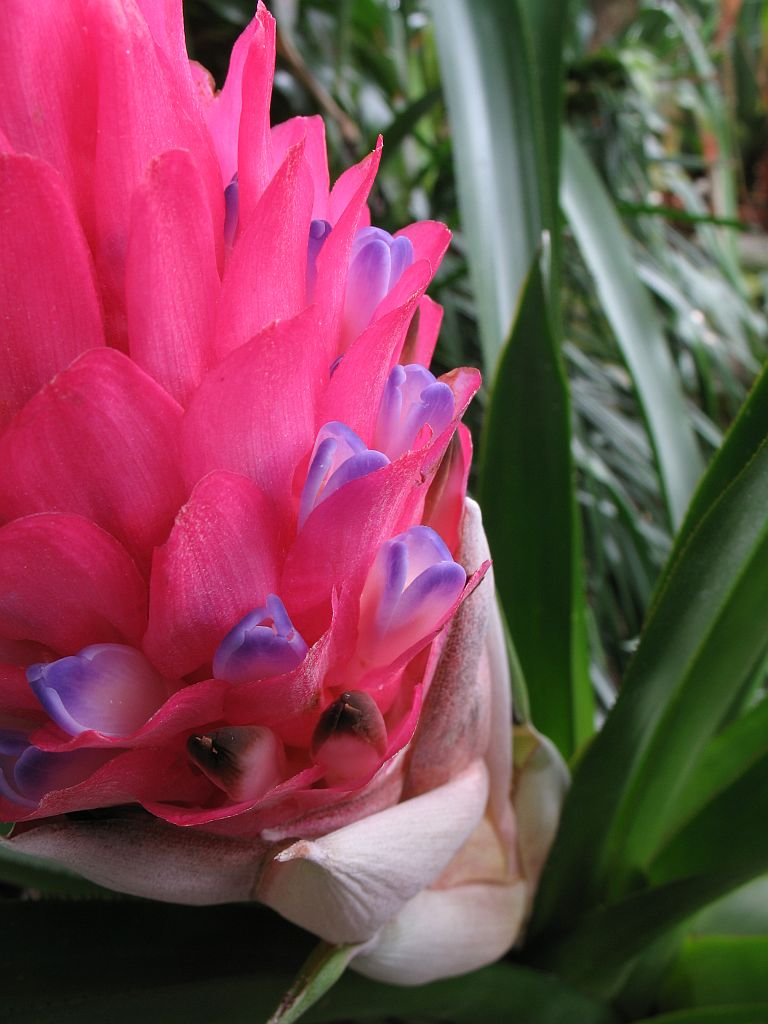
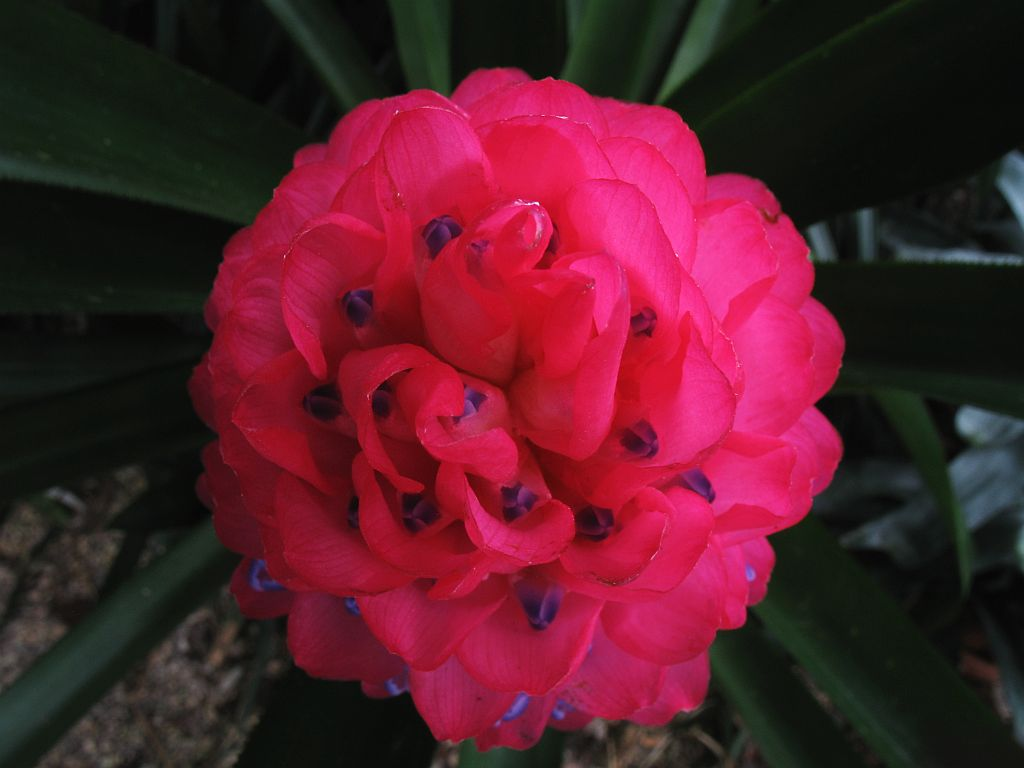